# Eyalet di Giannina
L'eyalet di Giannina (in turco: Eyalet-i Yanina) fu un eyalet dell'Impero ottomano situato in un territorio oggi diviso tra Grecia ed Albania.

Inizialmente una semplice circoscrizione amministrativa, divenne uno stato semi-autonomo di discreta estensione sotto il dominio di Alì Pascià di Tepeleni (1788-1822), nominalmente vassallo della Sublime porta ma de facto sovrano del Pascialato di Giannina che si estendeva ben al di là dei propri confini istituzionali.

## Storia
L'eyalet di Giannina venne costituito nel 1670 col centro amministrativo a Giannina.

Nel periodo compreso tra il 1788 ed il 1822, Alì Pascià di Tepeleni, il sangiacco di Trikala investito del pascialato di Giannina dal sultano Abdul Hamid I, seppe estendere i territori dipendenti dalla città, occupando, nell'entroterra, le contrade dipendenti dal centro di Souli e, lungo la costa, le ex-colonie veneziane di Prevesa, Butrinto e Vonitsa. L'eyalet di Giannina divenne allora il pascialato di Giannina.

Riconquistato dagli ottomani nel 1822, l'eyalet venne incorporato nel vilayet di Giannina nel 1867.

## Geografia antropica

### Suddivisioni amministrative
I sangiaccati dell'eyalet di Giannina a metà Ottocento erano:
1. sangiaccato di Berat
2. sangiaccato di Ergiri
3. sangiaccato di Yanya
4. sangiaccato di Narda